# سوپر مدل (فیلم)
سوپرمدل (به انگلیسی: Supermodel) فیلمی ساخت آمریکا است به کارگردانی شان بیکر و داتاری ترنر با بازی تایسن بکفورد، سیسیلی لوپز، تاتیانا علی، فت جو و راجر گنور اسمیت محصول سال ۲۰۱۵ است. که توسط داتاری ترنر تولید شده است.

## لینک های خارجی
- Supermodel در بانک اطلاعات اینترنتی فیلم‌ها (IMDb)
- سوپر مدل در راتن تومیتوز